# Operador mecánico
Se entiende por operador mecánico cualquier objeto o conjunto de objetos que sean capaces de realizar una función tecnológica permitiendo al ser humano producir, transformar o controlar un movimiento o convertir una fuerza en un movimiento realizando el menor esfuerzo.

## Palanca

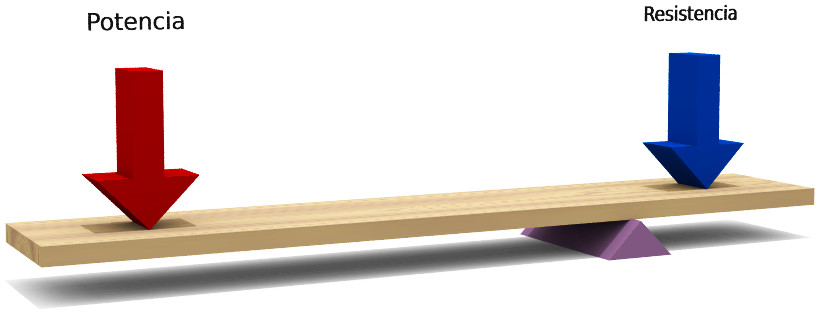

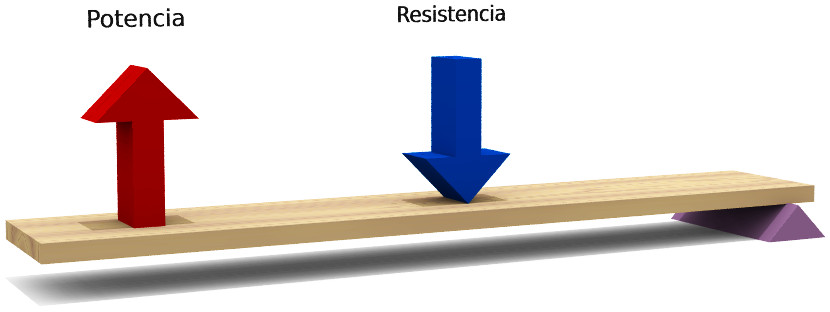
Palanca de segundo grado

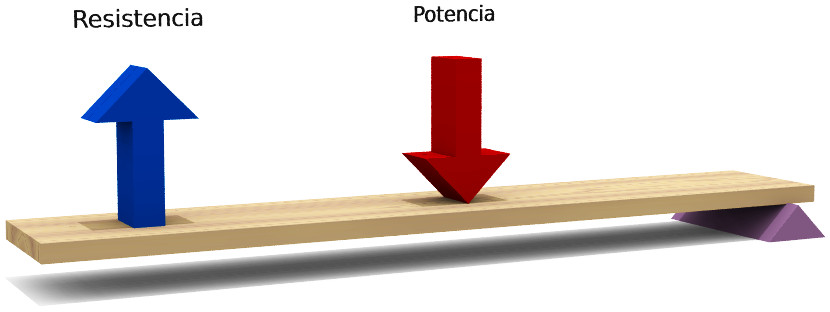
Palanca de tercer grado

Una palanca es la máquina simple de transmisión lineal que puede girar alrededor de un punto de apoyo. En esta barra existe un punto de aplicación de la fuerza (F), y un punto de aplicación de la resistencia, (R). Para resolver una palanca en equilibrio empleamos la expresión llamada ley de la palanca.
F.d=R.r
Donde "d" es la distancia desde el punto de aplicación de la fuerza y "r" la distancia desde el punto de apoyo respecto a F y R.
Tenemos tres tipos de palancas:

### Palancas de primer género o de primer grado
Tiene el punto de apoyo entre la fuerza y la resistencia entre sí. Mientras más cerca del lado de la base de apoyo

### Palancas de segundo género o de segundo grado
Tienen la resistencia entre el punto de apoyo y la fuerza.
Un ejemplo de palanca simple es cuando tomas un vaso con agua para beber.El punto de apoyo es el codo, la palanca tu brazo, y el peso a mover es el vaso con agua.
Las palancas de segundo género son utilizadas para desplazar objetos pesados con un mínimo de fuerza muscular. De seguro, habrás hecho uso de ellas posiblemente sin saber que estabas manipulando una palanca.
En este caso, la clave no está en levantar un objeto, como en el caso de las palancas de primer género, sino en desplazarlo de un lugar a otro. Posiblemente, si no hiciéramos uso del principio de la palanca y solo dependiéramos de nuestra fuerza nos resultaría muy difícil o imposible mover el objeto. Recordemos que las palancas pueden ser de primer, segundo o tercer género. Una herramienta con la que habitualmente te cruzas en cualquier obra en construcción y que emplea los preceptos físicos de las palancas de segunda generación es la carretilla. También los botes a remo se desplazan por el agua haciendo uso de este principio.

### Palancas de tercer género o de tercer grado
Son las que tienen la fuerza entre el punto de apoyo y la resistencia.

## Polea

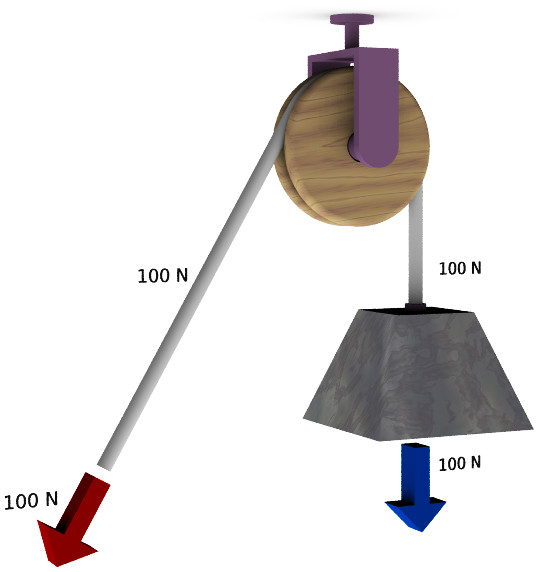
Polea fija

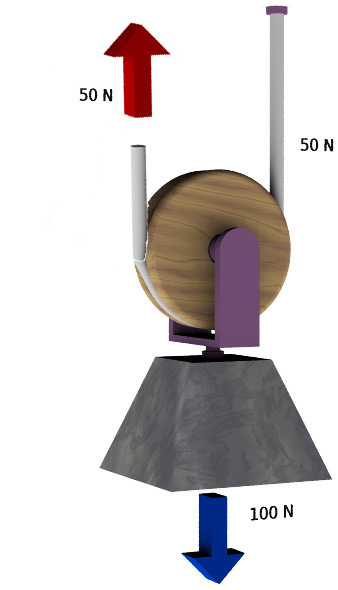
Polea móvil

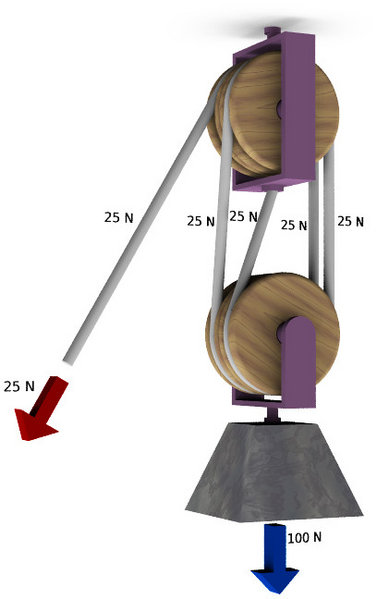
Polipasto

La polea es una rueda que gira libremente alrededor de su eje. Está provista de un canal en su superficie para que sirva de guía a una cuerda, correa o cadena a la que recibe o a la que le da el movimiento.
F=R

### Tipos de polea
- Polea simple: polea simple fija, polea simple móvil.
- Polea compuesta: polipasto

### Polea simple
Esta máquina simple se emplea para levantar cargas a una cierta altura. La polea simple está formada por una polea fija al techo, sobre la cual puede deslizarse una cuerda. Se usa, por ejemplo, para subir objetos a los edificios o sacar agua de los pozos. Al estirar desde un extremo de la cuerda, la polea simple se encarga solamente de invertir el sentido de la fuerza aplicada. Por lo tanto no existe ventaja mecánica, sólo puede haber pérdidas debidas al rozamiento.

### Polea simple fija
En las poleas fijas, las tensiones (fuerzas) a ambos lados de la cuerda son iguales (T1 = T2), por lo tanto no reduce la fuerza necesaria para levantar un cuerpo. Sin embargo permite cambiar el ángulo en el que se aplique esa fuerza y transmitirla hacia el otro lado de la cuerda.

## Polea simple móvil
La polea móvil no es otra cosa que una polea de gancho conectada a una cuerda que tiene uno de sus extremos anclado a un punto fijo y el otro (extremo móvil) conectado a un mecanismo de tracción.
Estas poleas disponen de un sistema armadura-eje que les permite permanecer unidas a la carga y arrastrarla en su movimiento (al tirar de la cuerda la polea se mueve arrastrando la carga).

### Polea compuesta
Son aquellas donde se usan más de dos poleas en el sistema, pueden ser una fija y una móvil o dos fijas y una móvil, etc. Tirar de una cuerda de arriba hacia abajo resulta más fácil que hacerlo desde abajo hacia arriba. Para cambiar la dirección del esfuerzo, a la polea móvil se le agrega una polea fija proporcionando una ventaja mecánica.[cita requerida]

### Polipasto
Es una combinación de poleas fijas y móviles recorridas por una sola cuerda que tiene uno de sus extremos anclado a un punto fijo. Su función es disminuir el esfuerzo en proporción directa al mayor número de poleas.

## Mecanismos de transmisión circular

Transmisión del movimiento circular mediante correas.

Tanto el movimiento de entrada como el de salida son circulares. Tienen por objetivo fundamental variar la velocidad, lo que hace que varíe el par (fuerza que realizan). En algunos casos sirven para transmitir el movimiento a ciertas distancias (correas y poleas).
- Ruedas de fricción
- Poleas-correa, correa dentada y cadenas
- Engranajes
  - Árboles paralelos
  - Árboles que se cortan
  - Árboles que se cruzan perpendicularmente (sinfincorona).